# Huelva (prowincja)
Huelva – prowincja w Hiszpanii, w Andaluzji, mająca stolicę w mieście o tej samej nazwie. Liczba mieszkańców w 2005 roku wynosiła 536 892 osoby, a powierzchnia – 10 128 km². Graniczy z prowincjami: Badajoz, Sewilla i Kadyks oraz z Portugalią i Atlantykiem.

## Comarki
W skład prowincji Huelva wchodzą następujące comarki:
- El Andévalo
- El Condado
- Costa Occidental
- Cuenca Minera
- Comarca Metropolitana de Huelva
- Sierra de Huelva